# ISO 3166-2:GH
ISO 3166-2: GH, données pour le Ghana, est une des parties de la norme ISO 3166 concernant les codes des subdivisions internes du pays.

## Municipalités (10)en:municipalities
| Code ISO 3166-2 | Municipalité          |
| --------------- | --------------------- |
| GH-AH           | Ashanti               |
| GH-BA           | Brong Ahafo           |
| GH-CP           | Centre                |
| GH-EP           | Orientale             |
| GH-AA           | Grand Accra           |
| GH-NP           | Nord                  |
| GH-UE           | Haut Ghana oriental   |
| GH-UW           | Haut Ghana occidental |
| GH-TV           | Volta                 |
| GH-WP           | Occidentale           |